# 紫花野菊
紫花野菊（学名：Chrysanthemum zawadskii），又名山菊（东北植物检索表），为菊科菊属的植物。分布在蒙古、俄罗斯、欧洲以及中国大陆的河北、甘肃、山西、吉林、黑龙江、安徽、陕西、内蒙古、辽宁等地，生长于海拔850米至1,800米的地区，多生于草原、林间草地、林下及溪边，目前已由人工引种栽培。